# Leuctra prima
Leuctra prima är en bäcksländeart som beskrevs av Kempny 1899. Leuctra prima ingår i släktet Leuctra och familjen smalbäcksländor. Inga underarter finns listade i Catalogue of Life.